# Canal de Pinyana
Canal de Pinyana är en kanal i Spanien.   Den ligger i regionen Aragonien, i den nordöstra delen av landet, 400 km öster om huvudstaden Madrid.